# Segundas Lajas
Segundas Lajas también conocido como Lajas Chicas, es una localidad mexicana, localizada en el municipio de Singuilucan en el estado de Hidalgo.

## Geografía
Se encuentra en la región geográfica de los llanos de Apan; a la localidad le corresponden las coordenadas geográficas 20° 02’ 59.494” de latitud norte y 98° 28’ 18.905” de longitud oeste, con una altitud de 2455 m s. n. m. Cuenta con un clima templado subhúmedo con lluvias en verano, de mayor humedad.
En cuanto a fisiografía se encuentra en la provincia del Eje Neovolcánico, dentro de la subprovincia de Lagos y Volcanes de Anáhuac; su terreno es de lomerío. En lo que respecta a la hidrografía se encuentra posicionado en la región del Pánuco, dentro de la cuenca del río Moctezuma, y en la subcuenca del río Metztitlán.

## Demografía
En 2020 registró una población de 616 personas, lo que corresponde al 4.07 % de la población municipal. De los cuales 314 son hombres y 302 son mujeres.
| Gráfica de evolución demográfica de Segundas Lajas entre 1960 y 2020                         |
|                                                                                              |
| Población de los censos y conteos del Instituto Nacional de Estadística y Geografía (INEGI). |